# Dipino
Dipino (en griego antiguo: Δίποινος, romanizado: Dipoeno) fue un antiguo escultor de Creta que probablemente desarrolló su actividad en el siglo VI a. C. junto con el escultor Escilis, principalmente en el Peloponeso. Las fuentes más antiguas datan de la época imperial romana. Los relatos más detallados se encuentran en  Pausanias y  Plinio el Viejo
Pausanias refiere sobre la filiación de Dipino y Escilis, que eran hijos de Dédalo y de una mujer de Gortina, pero también informa de otra versión según la cual, Dipeno y Escilis simplemente eran discípulos de Dédalo.
Plinio señala la 50.ª Olimpiada como su principal período creativo aproximado, por lo que sitúa a Dipino en la primera mitad del siglo VI a. C., cuando los medos, y todavía no los aqueménidas, dominaban el Oriente Próximo. Según Plinio, Dipino y Escilis fueron los primeros escultores que se destacaron en el trabajo con mármol, utilizando un tipo de mármol de Paros. Plinio relata una leyenda de la vida de los dos escultores, según la cual recibieron  de Sición el encargo de crear estatuas para el  culto de Apolo, Artemisa, Heracles y Atenea. Antes de terminar, fueron ofendidos por los sicionios y partieron hacia Etolia. Como resultado, la cosecha en Sición se echó a perder y estalló una hambruna. El Oráculo de Delfos, consultado para pedir consejo, recomendó que los escultores regresaran para completar las estatuas inacabadas, lo que finalmente se logró con gran esfuerzo. Según Moisés de Corene, los dos estuvieron previamente en Lidia, donde el rey aqueménida Ciro II robó un estatua de Heracles hecha de bronce dorado que habían creado.
Dado que Pausanias se considera una fuente fiable para las obras de arte descritas por él, una obra que puede atribuirse con certeza a Dipino, es un grupo escultórico en Argos, que consistía en en madera de ébano. Representaba a los Dioscuros, sus esposas Hilaira y Febe, y sus hijos Anaxis y Mnasínoo.
La imagen de Atenea del santuario de Cleonas fue obra de Dipeno y Escilis.